# Bitter Betty
Bitter Betty, nombre artístico de Sara Andrews (Cookeville, 30 de diciembre de 1980), es una drag queen estadounidense, conocida por competir en la cuarta temporada de The Boulet Brothers' Dragula.

## Primeros años
Betty nació el 30 de diciembre de 1980 en Cookeville, Tennessee, y estudió en el instituto de Cookeville.
En 2012 conoció a Taylor Andrews, su futuro marido, y en 2016 se mudó junto a él a Florida.

## Carrera
Compitió en la cuarta temporada de The Boulet Brothers' Dragula, que comenzó su emisión el 19 de octubre de 2021. Durante el momento de rodaje de la temporada ella llevaba en torno a 20 años dedicándose al drag. Durante su paso por el programa fue enviada a la eliminación por Jade Jolie, quien recibió la oportunidad de nominar a cualquiera de las concursantes. Tras esta nominación Betty tuvo que enfrentarse a La Zavaleta en un reto de exterminio para permanecer en el programa. Finalmente Betty fue la perdedora, siendo la quinta eliminada y posicionándose en el séptimo lugar de la competición.
El 19 de marzo de 2022 actuó en el Orgullo LGBT de Cookeville, su ciudad natal, de mano de la organización LGBT Upper Cumberland Pride. En mayo de ese mismo año realizó una colaboración a modo de tutorial de maquillaje drag con Pearl, finalista de la séptima temporada de RuPaul's Drag Race.
Ella es también una empresaria y dueña de la empresa de pelucas Wig Takeout.

## Vida personal
Betty está casada desde el año 2016 con Taylor Powel, quien es además un hombre trans.

## Filmografía

### Televisión
| Año  | Título                                      | Papel        | Notas       |
| ---- | ------------------------------------------- | ------------ | ----------- |
| 2021 | Meet Our Monsters                           | Bitter Betty | 1 episodio  |
| 2021 | The Boulet Brothers' Dragula (4° temporada) | Concursante  | 7 episodios |

### Podcast
| Año  | Título    | Papel    | Notas      |
| ---- | --------- | -------- | ---------- |
| 2018 | Gay Space | Invitada | 1 episodio |